# Przysłowie

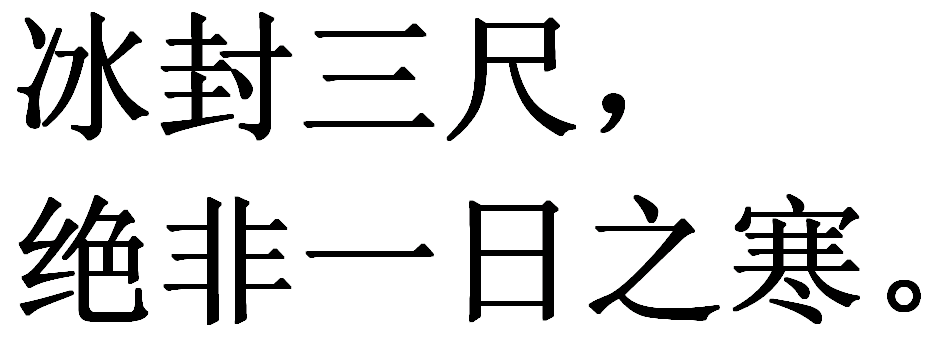
Przysłowie chińskie: „lód o grubości trzech stóp nie bierze się z jednego chłodnego dnia”

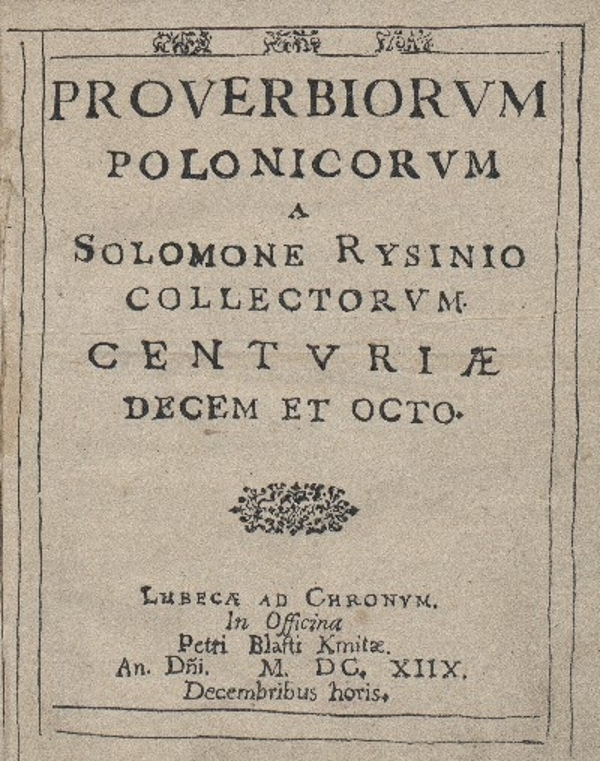
Strona tytułowa Proverbiorum Polonicorum Salomona Rysińskiego, najstarszego zbioru przysłów polskich wydanych po łacinie i po polsku w 1618

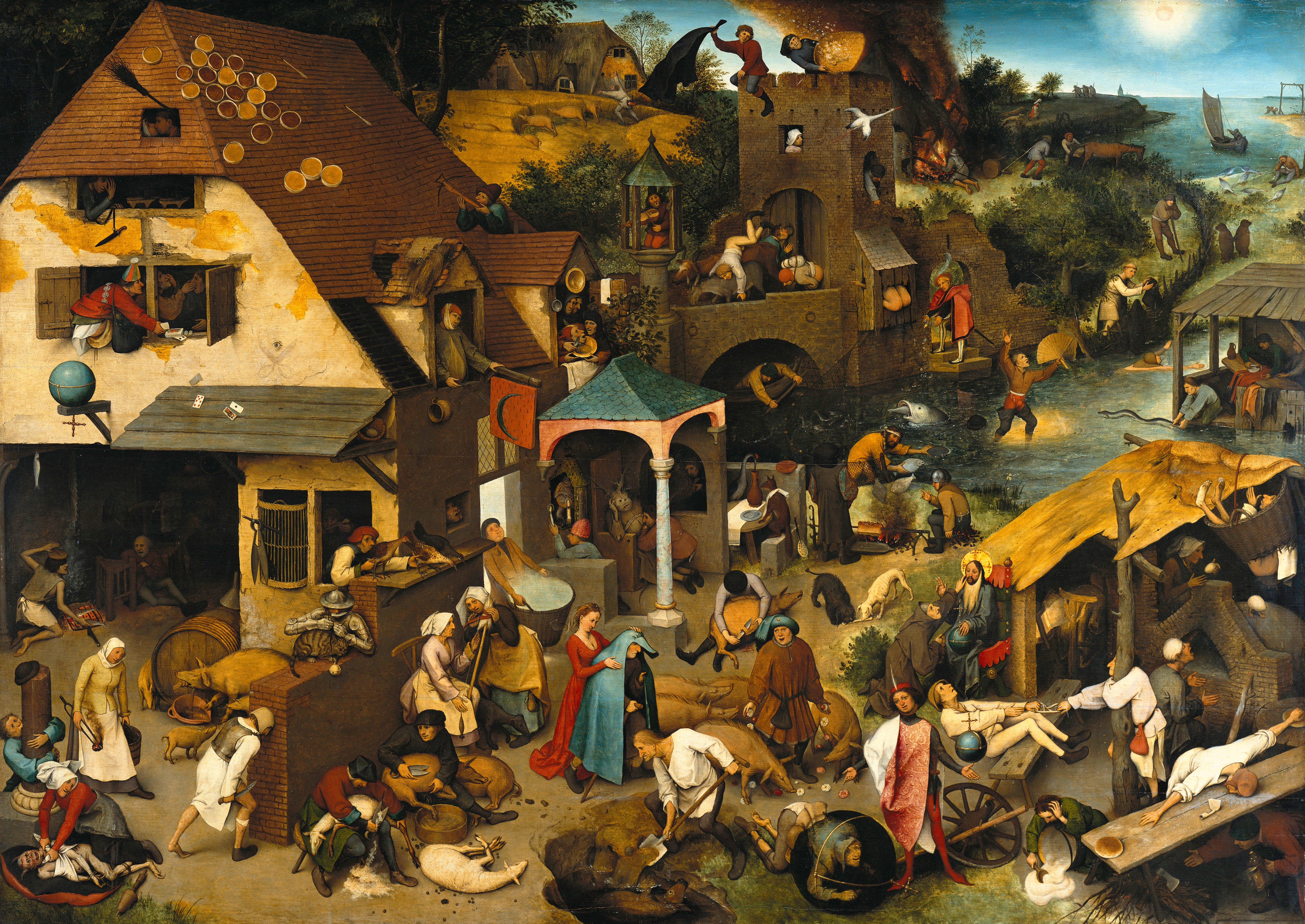
Przysłowia niderlandzkie, obraz namalowany w 1559 przez Pietera Bruegla (starszego). Jest to zbiór scen rodzajowych będących ilustracjami przysłów

Przysłowie (łac. proverbium lub adagium) – utrwalone w danej kulturze zdanie, występujące w stałej postaci i wyrażające pewną myśl lub naukę ogólną w odniesieniu do określonej sytuacji życiowej. Przysłowia zwykle wywodzą się z tradycji ludowej i są anonimowe.
Przysłowia odnoszą się do doświadczeń tradycyjnych; często są związane z pouczaniem, udzielaniem rad lub krytyką. Są charakterystyczne dla kultur zamkniętych i tradycyjnych; stanowią istotny składnik literatury ludowej.
Niegdyś przysłowiami nazywano różne środki językowe, które miały niedosłowne znaczenie i wykazywały trwałość formy. Według nowszych ujęć przysłowia wyróżniają się tym, że mają charakter tworów literacko-językowych (stanowią minimalne teksty), a w wypowiedziach przybierają postać cytatów, gotowych tekstów (w przeciwieństwie do związków frazeologicznych, uważanych za jednostki języka). Do frazeologii przysłowia są zaliczane tylko przy szerszym rozumieniu tego pojęcia. Nauką o przysłowiach jest przysłowioznawstwo, rozpadające się na paremiografię, tj. zbieranie przysłów, oraz paremiologię, tj. ich analizę historyczno-kulturową.

## Historia
Polski wyraz „przysłowie” oddaje łacińskie proverbium (pro – „zamiast”, verbum – „słowo”). Do języka polskiego termin ten wprowadził Andrzej Maksymilian Fredro (Przysłowia mów potocznych, 1658). W staropolszczyźnie przysłowia określano także terminem „przypowieść”. Termin „porzekadło”, także używany dawniej na określenie przysłowia, obecnie jest w tym znaczeniu przestarzały. Pierwszy zbiór przysłów polskich Proverbiorum Polonicorum skompilował po łacinie i po polsku w Lubczy w 1618 Salomon Rysiński.
Podobne określenia występują w innych językach europejskich; np. ang. proverb, ros. пословица (posłowica), cz. přísloví, słow. príslovie. Inny termin odnoszony do przysłów to „paremia”. Czasem termin „paremia” rozumie się szerzej, włączając pod to pojęcie różne twory językowe (przysłowia, porzekadła, zagadki, przepowiednie pogodowe, skrzydlate słowa). W literaturze hiszpańskiej zaproponowano podział na paremie znanego pochodzenia, należące do „wysokiej” sfery użycia języka (proverbium, aforyzm) oraz paremie anonimowe, o charakterze ludowym (m.in. przysłowia, zwroty przysłowiowe i welleryzmy).

## Cechy gatunkowe
Przysłowie jest bardzo swoistym gatunkiem literackim, stojącym na pograniczu literatury i języka potocznego. Przybiera postać stwierdzenia lub pouczenia, przeważnie jednozdaniowego. Bardzo często zbudowane jest na zasadzie paralelizmu (wprowadzenia dwóch wypowiedzi analogicznych, podpadających pod wspólny schemat) lub kontrastu znaczeniowego i składniowego – np. „Jak Kuba Bogu, tak Bóg Kubie”. Przysłowie jest zwykle skonstruowane w sposób ułatwiający jego zapamiętanie (np. poprzez zastosowanie rymów). Częste w przysłowiach są rymy wewnętrzne, np. „W marcu jak w garncu”. 
Inną cechą formalną przysłowia jest jego alegoryczność. Podwójny sens przysłów polega na tym, że operują one konkretnymi sytuacjami i wyobrażeniami, dotyczą jednak relacji ogólnych i wyrażają ogólne pojęcia.
Cechą tematyczną przysłów jest ich sens moralny – przysłowia są bowiem z reguły przestrogami, nakazami, zakazami i pouczeniami. Wyróżnikiem gatunkowym przysłowia jest także jego powtarzalność – przysłowia znane są powszechnie lub przynajmniej bardzo szeroko na danym obszarze kulturowym, szerzą się drogą przekazu ustnego, występują przez całe wieki, a czasem nawet tysiąclecia, nierzadko w bardzo odległych od siebie regionach świata.

## Przysłowia a porzekadła i zwroty przysłowiowe
Od przysłów można odróżniać zwroty przysłowiowe oraz porzekadła. Zwroty przysłowiowe rozumie się jako wyrażenia podobne do przysłów, niekiedy będące ich skróconymi formami, nie mają one jednak formy zdania – np. „kuty na cztery nogi”.
Różnica między terminami „przysłowie” i „porzekadło” jest niejasna; współcześnie określenia te są często traktowane jako synonimiczne, choć niekiedy czyni się między nimi rozróżnienie, uznając porzekadło za specyficzny rodzaj przysłowia.
Na gruncie czeskim i słowackim rozróżnia się porzekadła i przysłowia, jako różne jednostki paremiologiczne. Porzekadło (cz. pořekadlo, słow. porekadlo) to wyrażenie doświadczeń życiowych pozbawione sądu moralnego; z kolei przysłowie (cz. přísloví, słow. príslovie) ma charakter pouczający. Według definicji zawartej w słowackiej Encyklopédii jazykovedy porzekadło ma sens obrazowy i odnosi się do konkretnego kontekstu lub sytuacji (w odróżnieniu od przysłowia, wyrażającego uniwersalne, ogólne treści); niektóre jego rodzaje są bliskie przysłowiom lub stanowią frazemy o postaci zdania. W starszej teorii słowackiej porzekadło rozumiano jako jednostkę mniejszą od przysłowia, będącą zalążkiem nowego przysłowia lub pozostałością po redukcji przysłowia.

## Przysłowia polskie
Wiele polskich przysłów wywodzi się ze średniowiecza, wiele z nich to tłumaczenia przysłów łacińskich. Najstarsze znane przysłowie polskie to quando się łyka drą, tunc ea drzy (zapisane w 1407 r.). Przysłowie to w dzisiejszym języku polskim ma formę „Kiedy się łyka drą, wtedy je drzyj” (chłopi polscy nosili obuwie z łyka lipowego, które trzeba wyrabiać wiosną).
Do przysłów polskich należą m.in. Polak, Węgier, dwa bratanki, i do szabli, i do szklanki, Polska niebem dla szlachty, czyśćcem dla mieszczan, piekłem dla chłopów, a rajem dla Żydów, Sądzi Kryże – będą krzyże.

## Przysłowia w Wikisłowniku
- polskie przysłowia, indeks alfabetyczny: A B C Ć D E F G H I J K L Ł M N O P R S Ś T U W Z Ż Ź
- polskie przysłowia, indeks tematyczny
- przysłowia obcojęzyczne, indeks alfabetyczny wg języka